# بارت دی وور
بارت دی وور (انگلیسی: Bart De Wever؛ زادهٔ ۲۱ دسامبر ۱۹۷۰) سیاستمدار اهل بلژیک است. این نام (هلندی: [ˈbɑrt də ˈʋeːvər]؛ زادهٔ ۲۱ دسامبر ۱۹۷۰) یک سیاستمدار بلژیکی است که در حال حاضر (فوریهٔ ۲۰۲۵) به عنوان نخست‌وزیر بلژیک فعالیت می‌کند. از سال ۲۰۰۴ تا ۲۰۲۵، دو وور رهبر حزب سیاسی ائتلاف فلامان جدید (All-N) بوده است. حمایت او از تبدیل بلژیک به یک کشور کنفدرال. از ژانویهٔ ۲۰۱۳ تا فوریهٔ ۲۰۲۵، پس از انتخابات شهرداری آنتورپ در سال ۲۰۱۲، شهردار آنتورپ بود.
دی وور ریاست حزب پیروز خود را در انتخابات فدرال ۲۰۱۰ برعهده داشت؛ زمانی که N-VA بزرگ‌ترین حزب و در فلاندر و در کل بلژیک شد. او این پیروزی را در سه انتخابات بعدی به‌دست‌آورد و در نهایت پس از انتخابات ۲۰۲۴ او توسط فیلیپ، پادشاه بلژیک مأمور تشکیل دولت جدید شد.
پس از بیش از هشت ماه مذاکره بین احزاب N-VA, Vooruit, CD&V, MR و Les Engagés، در ۳۱ ژانویه ۲۰۲۵ اعلام شد که توافقی حاصل شده است و بارت دی وور به عنوان نخست‌وزیر منصوب شده است. در ۳ فوریه ۲۰۲۵، دو وور و دولتش سوگند یاد کردند و دو وور اولین سیاستمدار ملی‌گرای فلاندری بود که نخست‌وزیری بلژیک را بر عهده می‌گرفت.

## زندگی‌نامه
دی وور در مرتزل به دنیا آمد و در کونتیک بزرگ شد؛ جایی که پدر و مادرش ایرنه و هنری صاحب یک سوپرمارکت کوچک بودند. پدرش قبلاً برای یک شرکت راه‌آهن بلژیکی کار می‌کرد و قبل از تبدیل شدن به یک مدیر محلی برای «اتحادیه مردمی»، مدت کوتاهی در «نظام مبارز فلاندری» فعال بود.